# یوسف آدم
یوسف آدم محمود (انگلیسی: Yousuf Adam Mahmoud؛ زادهٔ ۱۲ سپتامبر ۱۹۷۲) مربی فوتبال اهل قطر است.

## باشگاهی
از باشگاه‌هایی که در آن بازی کرده‌است می‌توان به الغرافه، الشمال، ام صلال اشاره کرد.

## تیم ملی
وی همچنین در تیم ملی فوتبال قطر بازی کرده است.